# Brynle Williams

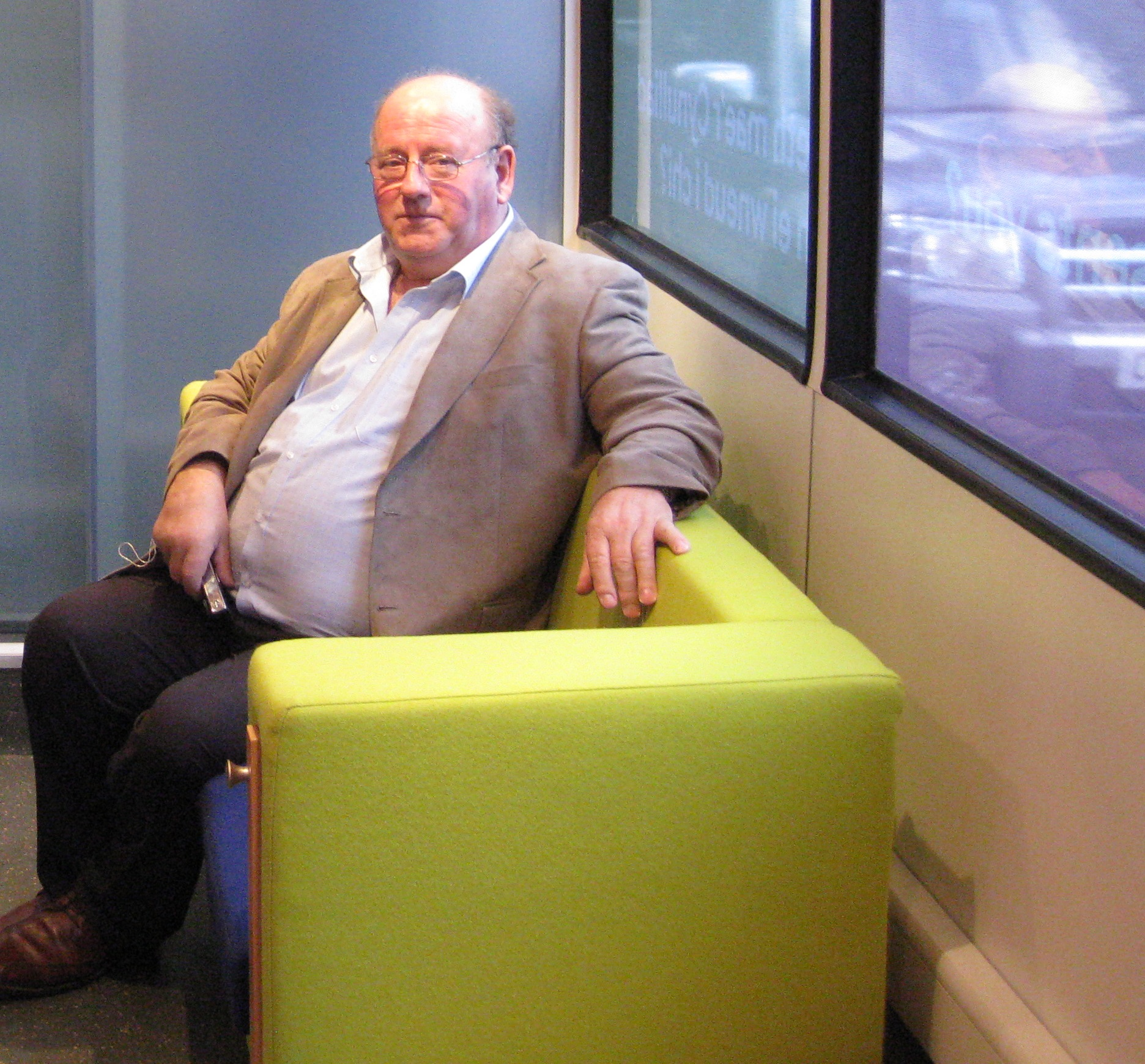
Pessoa retratada: Brynle Williams – Político galês (1949-2011).

Brynle Williams (9 de janeiro de 1949 - 1 de abril de 2011) foi um políticos galês. Ele foi membro da Assembleia Nacional do País de Gales pelo Partido Conservador. Eleito nas eleições legislativas no País de Gales (2007) na regional de Gales do Norte, foi Shadow Minister  dos Assuntos Rurais de 2007 a 2011. Williams, que foi um agricultor de North Wales, era uma figura política que foi respeitado por sua campanha falando em linha reta e defendendo questões rurais, embora em privado ele admitiu que nunca se viu como político.